# Lammertal
Lammertal is een streek in de Oostenrijkse deelstaat Salzburg genoemd naar de rivier de Lammer. De Lammer stroomt van het Dachsteinmassief, een stukje door de gemeente st. Martin en vervolgens via de dorpen Annaberg-Lungötz en Abtenau naar Golling, waar deze in de rivier Salzach uitmondt. 
Even voorbij Abtenau stroomt de Lammer door een bezienswaardige diepe kloof, Lammeröfen, ook gekend als Lammerklamm.